# 香雪球属
香雪球属（学名：Lobularia）是十字花科下的一个属，为多年生草本或半灌木植物。该属共有5种，分布在地中海地区。